# Глен-Аллен (Вірджинія)
Глен-Аллен (англ. Glen Allen) — переписна місцевість (CDP) в США, в окрузі Генрайко штату Вірджинія. Населення — 16 187 осіб (2020).

## Географія
Глен-Аллен розташований за координатами 37°39′57″ пн. ш. 77°29′4″ зх. д. / 37.66583° пн. ш. 77.48444° зх. д. (37.665876, -77.484362).  За даними Бюро перепису населення США в 2010 році переписна місцевість мала площу 22,94 км², з яких 22,77 км² — суходіл та 0,18 км² — водойми.

## Демографія
Згідно з переписом 2010 року, у переписній місцевості мешкали 14 774 особи в 6013 домогосподарствах у складі 4021 родини. Густота населення становила 644 особи/км².  Було 6241 помешкання (272/км²).
Расовий склад населення:
| - 63,8 % — білих - 25,6 % — чорних або афроамериканців - 6,3 % — азіатів - 0,2 % — корінних американців - 0,1 % — вихідців з тихоокеанських островів - 1,5 % — осіб інших рас |

До двох чи більше рас належало 2,5 %. Частка іспаномовних становила 3,9 % від усіх жителів.
За віковим діапазоном населення розподілялося таким чином: 23,8 % — особи молодші 18 років, 66,2 % — особи у віці 18—64 років, 10,0 % — особи у віці 65 років та старші. Медіана віку мешканця становила 38,0 року. На 100 осіб жіночої статі у переписній місцевості припадало 89,1 чоловіків;  на 100 жінок у віці від 18 років та старших — 84,8 чоловіків також старших 18 років.
Середній дохід на одне домашнє господарство  становив 84 328 доларів США (медіана — 68 292), а середній дохід на одну сім'ю — 97 848 доларів (медіана — 80 319). Медіана доходів становила 56 395 доларів для чоловіків та 47 077 доларів для жінок. За межею бідності перебувало 5,2 % осіб, у тому числі 5,4 % дітей у віці до 18 років та 4,9 % осіб у віці 65 років та старших.
Цивільне працевлаштоване населення становило 8208 осіб. Основні галузі зайнятості: освіта, охорона здоров'я та соціальна допомога — 19,0 %, науковці, спеціалісти, менеджери — 14,5 %, роздрібна торгівля — 13,8 %.